# Abdus Salam
Abdus Salam [ábdus sálam] (urdujsko عبد السلام), pakistanski fizik, * 29. januar 1926, Džang, Pundžab, Britanska Indija, (sedaj Pakistan), † 21. november 1996, Oxford, Anglija.
Salam je leta 1979 prejel Nobelovo nagrado za fiziko »za doprinose k teoriji poenotene šibke in elektromagnetne interakcije med osnovnimi delci in med drugim za napoved šibkega nevtralnega toka.«
Kraljeva družba iz Londona mu je leta 1978 za njegove prispevke k fiziki osnovnih delcev in še posebej za poenotenje elektromagnetnih in šibkih interakcij podelila svojo Kraljevo medaljo. Za njegove znanstvene dosežke mu je leta 1990 podelila tudi svojo Copleyjevo medaljo.
Po njem se imenuje Mednarodno središče Abdusa Salama za teoretično fiziko (ICTP) v Trstu.
1. 1 2  Encyclopædia Britannica
2. 1 2  SNAC — 2010.